# 蓋澤爾維爾 (加利福尼亞州)
蓋澤爾維爾（英語：Geyserville）是位於美國加利福尼亞州索諾馬縣的一個人口普查指定地區。

## 地理
蓋澤爾維爾的座標為38°42′28″N 122°54′46″W / 38.70778°N 122.91278°W，而該地最高點為海拔高度65米（即213英尺）。

## 人口
根據2010年美國人口普查的數據，蓋澤爾維爾的面積為11.882平方千米，當中陸地面積為11.882平方千米，而水域面積為0.000平方千米。當地共有人口862人，而人口密度為每平方千米72人。